# 47 Ursae Majoris
47 Ursae Majoris (zkráceně 47 UMa), oficiálně pojmenovaná Chalawan, je žlutý trpaslík vzdálený přibližně 45 světelných let od Země v souhvězdí Velké medvědice. Patří k hvězdám podobným Slunci (spektrální třída G1V), avšak s o něco vyšší teplotou a větší svítivostí. Její hmotnost se odhaduje na asi 1,08 násobek hmotnosti Slunce a povrchová teplota na 5887 K. Stáří hvězdy je přibližně 6 miliard let, některé modely však ukazují i 8,7 miliardy let.

## Fyzikální vlastnosti
Hvězda 47 Ursae Majoris je o něco jasnější než Slunce, s vizuální jasností asi o 60 % vyšší. Její metalicita činí zhruba 110 % slunečního obsahu železa. Díky relativně malým projevům magnetické aktivity a menšímu počtu hvězdných skvrn se u ní zmiňuje možnost tzv. Maunderova minima (období velmi nízké aktivity, jaké Slunce zažilo v 17. století).

## Planetární systém
U této hvězdy byly doposud potvrzeny tři exoplanety:
- 47 Ursae Majoris b (Taphao Thong) – první objevená exoplaneta v systému (1996). Má nejméně 2,53násobek hmotnosti Jupiteru, obíhá s periodou asi 2,95 roku ve vzdálenosti 2,10 AU.[8][9]

- 47 Ursae Majoris c (Taphao Kaew) – druhá planeta byla oznámena v roce 2002, s hmotností nejméně 0,54 hmotnosti Jupiteru a oběžnou dobou 6,55 roku ve vzdálenosti 3,6 AU.[10]

- 47 Ursae Majoris d – třetí planeta objevená roku 2010 s odhadovanou hmotností ≥1,64 hmotnosti Jupiteru, dobou oběhu 38,33 roku a vzdáleností 11,6 AU.[9]

Simulace naznačují, že by vnitřní část obyvatelné zóny hvězdy mohla skýtat stabilní oběžné dráhy pro případné terestrické planety, avšak přítomnost masivní planety uvnitř 2,5 AU pravděpodobně omezila množství vody, které se mohlo dostat k tělesům v této zóně.

## Názvosloví
Číselné označení 47 Ursae Majoris je jeho Flamsteedovo označení. V roce 2015 zvolila Mezinárodní astronomická unie pro hvězdu vlastní jméno Chalawan, inspirované thajskou mytologií (příběh o krokodýlím králi). Planety v systému byly pojmenovány Taphao Thong a Taphao Kaew.